# Рдест стеблеобъемлющий
Рдест стеблеобъемлющий (лат. Potamogeton perfoliatus) — вид травянистых растений рода Рдест (Potamogeton) семейства Рдестовые (Potamogetonaceae).

## Ботаническое описание
Многолетнее растение с длинными ползучими побегами. Стебли до 6 метров длиной, не изогнутые от узла к узлу. Листья до 6 см длиной и 3,5 см шириной, от почти округлых до продолговато-яйцевидных, слегка вогнутые, с глубоко сердцевидным, стеблеобъемлющим основанием, по краю кверху несколько шероховатые от неявственных зубчиков, на верхушке обычно тупые, не стянутые в колпачок, с 5—9 главными жилками и с довольно неявственной срединной сеточкой жилок, темно-оливково зелёные. Прилистники короткие, тонкие, беловатые, опадающие. Цветонос 5 см длиной. Плоды косообратно-яйцевидные, на брюшной стороне выпуклые, на спинной полукруглые, в зрелом состоянии с тупым неявственным килем, коротким (до 1 мм) носиком, расположенным сбоку на продолжении брюшной стороны.

## Распространение
Растение произрастает в Европе, Азии, Северной Африке, Северной и Центральной Америке, Австралии. В России по всей Европейской части, на Кавказе, в Западной и Восточной Сибири.

## Значение и применение
Может служить удобрением. Большие заросли могут затруднять движение судов.
Летом и осенью поедается европейским лосём (Alces alces Linnaeus).